# Loreto Cascales Martínez
Loreto Cascales Martínez (Santa Pola, 22 de enero de 1977) es una política valenciana, diputada en el Congreso en la XI y XII legislaturas.
Es licenciada en filología inglesa militante del Partido Popular, en las elecciones municipales españolas de 2003 fue elegida concejala del ayuntamiento de Santa Pola, y de 2003 a 2007 fue diputada en la Diputación de Alicante. Fue nuevamente elegida concejala en las elecciones municipales españolas de 2007,  2011 y  2015. Renunció al cargo de concejala, cuando en las elecciones generales españolas de 2015 y  2016 fue elegida diputada como número dos de la lista del partido Popular por la provincia de Alicante.